# R. L. 스타인

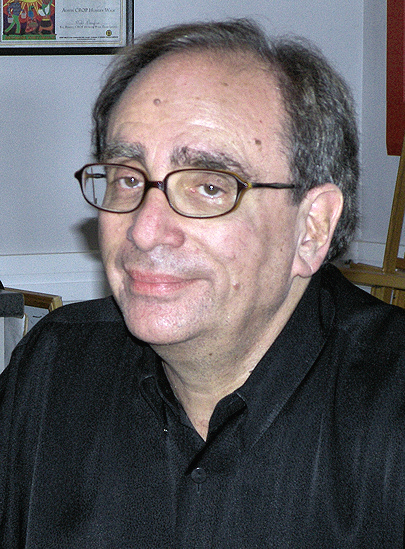
R. L. 스타인

로버트 로런스 스타인(Robert Lawrence Stine, 1943년 10월 6일 ~ )은 미국의 작가이다. 스타인은 책 《구스범스》를 수십 권 집필했다.

## 같이 보기
- 괴기물